# Cryptocephalus crassus
Cryptocephalus crassus es una especie de insecto coleóptero de la familia Chrysomelidae.
Fue descrita científicamente en 1791 por G. A. Olivier.